# Federico Zapelloni
Federico Zapelloni (Roma, 15 settembre 1891 – Roma, 16 gennaio 1979) è stato un militare italiano.
Generale di Squadra Aerea A.A.r.n., ingegnere aeronautico e pioniere dell'aeronautica, è stato un asso dell'aviazione italiana di bombardamento, Medaglia d'oro al valor militare nella prima guerra mondiale.

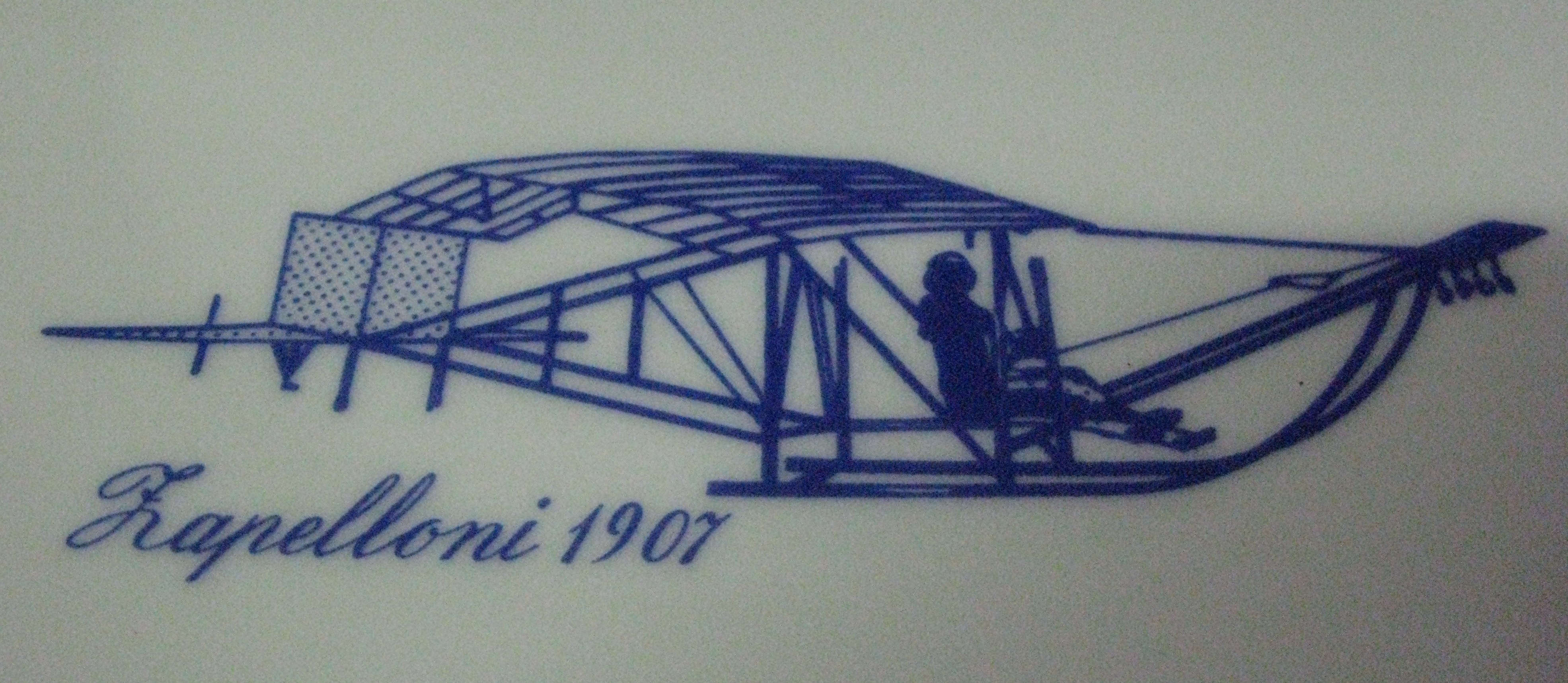
Immagine del "Veleggiatore Zapelloni" recante la data del 1907 (immagine tratta da un piatto, parte di un servizio realizzato per l'Associazione Pionieri dell'Aeronautica Italiana).

Stemma della XIII Squadriglia Bombardamento Caproni.

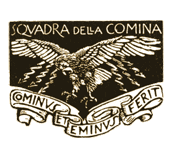
Insegna della Squadra della Comina, raggruppamento di squadriglie con base presso l'aeroporto di Comina, il motto "da lontano e da vicino ferisce" coniato da Gabriele D'Annunzio venne illustrato dal pittore Adolfo De Carolis.

## Biografia
Nato a Roma in una famiglia di origini piemontesi, fin da giovanissimo mostra interesse per la nascente aeronautica ed i problemi tecnici ad essa connessi, arrivando a spiccare per la prima volta il volo il 4 aprile 1911 a bordo di un aliante monoplano da lui progettato e costruito, il Veleggiatore Zapelloni, nelle vicinanza del Forte Bravetta.
Intrapresa la carriera militare come ufficiale del Regio Esercito, assegnato all'arma di fanteria prende parte alla Guerra italo-turca inquadrato nel 60º Reggimento dall'ottobre 1913 al febbraio 1914, rientrato in Italia fu trasferito all'82º Reggimento. Alla dichiarazione di guerra all'Austria, raggiunge il fronte col 2º parco automobilistico. Nel novembre del 1915 consegue il brevetto di pilota militare, venendo destinato alla scuola di pilotaggio di Pisa come istruttore e ottenendo, su domanda, di essere inviato nuovamente al fronte solo nel 1916.
Il tenente Zapelloni viene assegnato nell'agosto 1916 alla 13ª Squadriglia da Bombardamento di Comina (Friuli-Venezia Giulia), equipaggiata con i lenti e pesanti Caproni Ca.32, un facile bersaglio per i veloci ed agili caccia austriaci, seppe letteralmente invertire le parti con una manovra consistente nel lasciarsi prendere in scia dall'avversario per poi impostare una rapida cabrata accompagnata dal blocco dei motori, la conseguente perdita di quota e di velocità del suo aereo, portato quasi in stallo, costringeva i caccia nemici, impossibilitati a cambiar di rotta e ridurre la velocità in tempo utile, a sorvolarlo portandosi così a tiro anche della mitragliatrice prodiera del bombardiere. Nominato rapidamente capitano il 10 aprile 1917 assumerà il comando della 13ª che, ai suoi ordini, sarà l'unica squadriglia ad aver partecipato con tutti i suoi effettivi a tutte le missioni assegnatele senza subire perdite.
A questo periodo risalgono le sue prime esperienze di volo notturno, in principio da solo e quindi in gruppo, che culmineranno la notte tra il 26 ed il 27 giugno 1917 in un «volo notturno di esercitazione, istruzione e impiego», durante il quale comandando una formazione di 3 Caproni Ca.33 bombarderà Nabresina (oggi Aurisina) e il campo di Prosecco (Trieste). I piloti che parteciparono all'azione vennero insigniti di medaglia d'argento al valor militare.
Successivamente collaborerà alla pianificazione, preparazione ed esecuzione delle missioni di bombardamento ideate da Gabriele D'Annunzio del porto e dell'arsenale di Pola, la più importante base navale austriaca sull'Adriatico, cui prenderà poi parte lo stesso Vate. La notte tra il 2 ed il 3 agosto 1917 dagli aeroporti di Comina, Campoformido e di Aviano decollarono 36 Caproni, con un carico di 8 tonnellate di esplosivo, 12 apparecchi saranno costretti a rientrare per avarie tecniche prima di raggiungere l'obiettivo, gli altri 20 porteranno a termine la missione senza subire perdite. La stessa azione sarà ripetuta la notte successiva e poi ancora la notte tra l'8 ed il 9 agosto. La prua - cioè il muso e la fusoliera - del Caproni Ca.33 matricola 2380, il velivolo pilotato da Zapelloni, riporterà, come per ogni missione, memoria degli eventi con l'iscrizione di luoghi e date.
Zapelloni cederà il comando della squadriglia il 20 febbraio 1918.
Alla fine della guerra, in qualità di aiutante del colonnello Ernesto La Polla e di comandante un gruppo misto di Caproni e SVA, il capitano Zapelloni fu membro della Missione Militare Italiana per l'Armistizio con l'Austria che ebbe la sua sede a Vienna dal 28 dicembre 1918 al 19 gennaio 1920. Qui, sul campo di volo di Aspern, incontrerà l'asso della caccia austriaca Godwin Brumowski che riconosciuto il Ca.33 dalla livrea azzurra che Zapelloni aveva adottata nell'ultimo periodo bellico - un primitivo e sperimentale tentativo di camuffamento militare - gli dirà di averlo attaccato il 22 giugno 1918 nel cielo di Conegliano e di essere stato costretto ad un atterraggio di fortuna per i danni subiti durante lo scontro. Sempre a Vienna, intrattenendosi con altri piloti austriaci, domandando come mai dopo un suo bombardamento notturno e in solitaria sulla base aerea di Aviano, all'epoca in mani nemiche, non venisse più effettuato alcun bombardamento su Venezia e Padova, scopre di essere riuscito da solo a mettere fuori combattimento tutta la forza aerea ivi schierata. Durante questo periodo è inviato in Cecoslovacchia a presiedere la commissione italiana d'inchiesta istituita in seguito all'incidente aereo in cui trovarono la morte Milan Rastislav Štefánik e tre aviatori italiani a poca distanza da Bratislava.
Nel 1923 cessa di appartenere ai ruoli del Regio Esercito e come comandante di squadriglia, denominazione successivamente mutata in quella di capitano, passa alla Regia Aeronautica.
Col grado di comandante di gruppo (maggiore) è addetto militare aeronautico a Madrid dal 1925 al 1927; durante il soggiorno spagnolo avrà modo di collaborare con la Escuadrilla Elcano all'organizzazione del raid Madrid-Manila (1926) agevolandone il sorvolo di Tripolitania e Cirenaica, in particolare stringerà amicizia con uno dei suoi membri, Joaquín Loriga, il pilota del volo inaugurale dell'autogiro di Juan de la Cierva.
Rientrato in Italia è nominato aiutante di campo di Vittorio Emanuele III e, di nuovo, comandante di squadriglia di bombardamento; da tenente colonnello assumerà, nel novembre del 1932, il comando del 7º Stormo e da colonnello, nel giugno 1935, il comando del 15º Stormo, tenuto fino al giugno 1936 quando passa alla Commissione suprema di difesa. Nel 1935 presenta allo Stato Maggiore della Regia Aeronautica il progetto del Siluro Aereo F.Z., uno speciale tipo di bomba a slittamento portata da un aliante agganciato al ventre di un bombardiere. Nel 1937 è nominato generale di brigata ed assume il comando dell'Aeronautica della Sardegna, quindi della 4ª brigata aerea. Destinato successivamente all'ispettorato scuole nel 1938 collauda per conto della Reale unione nazionale aeronautica (RUNA) l'AVIA FL.3 caldeggiandone l'adozione da parte della Regia Aeronautica.
Allo Stato Maggiore della Regia come generale di divisione allo scoppio della seconda guerra mondiale, sarà poi membro della Commissione italiana d'armistizio con la Francia e presidente della RUNA. Nel marzo del 1943 viene nominato Consigliere nazionale della Camera dei Fasci e delle Corporazioni in rappresentanza della gente del mare e dell'aria, successivamente destinato all'Aeronautica dell'Egeo; l'8 settembre 1943 lo vede convalescente a Roma per un intervento chirurgico, ricercato dai tedeschi è costretto alla macchia. Alla fine della guerra viene congedato.
Nel secondo dopoguerra Fiorello La Guardia, col quale Zapelloni si era legato in amicizia durante la prima guerra mondiale, lo vuole all'UNRRA; ritiratosi a vita privata, continuerà il proprio impegno per l'aeronautica presiedendo l'Associazione Pionieri dell'Aeronautica Italiana e si dedicherà a ricerche tecniche ed ingegneristiche in campo civile conseguendo alcuni brevetti.